# Premi Goya 2018

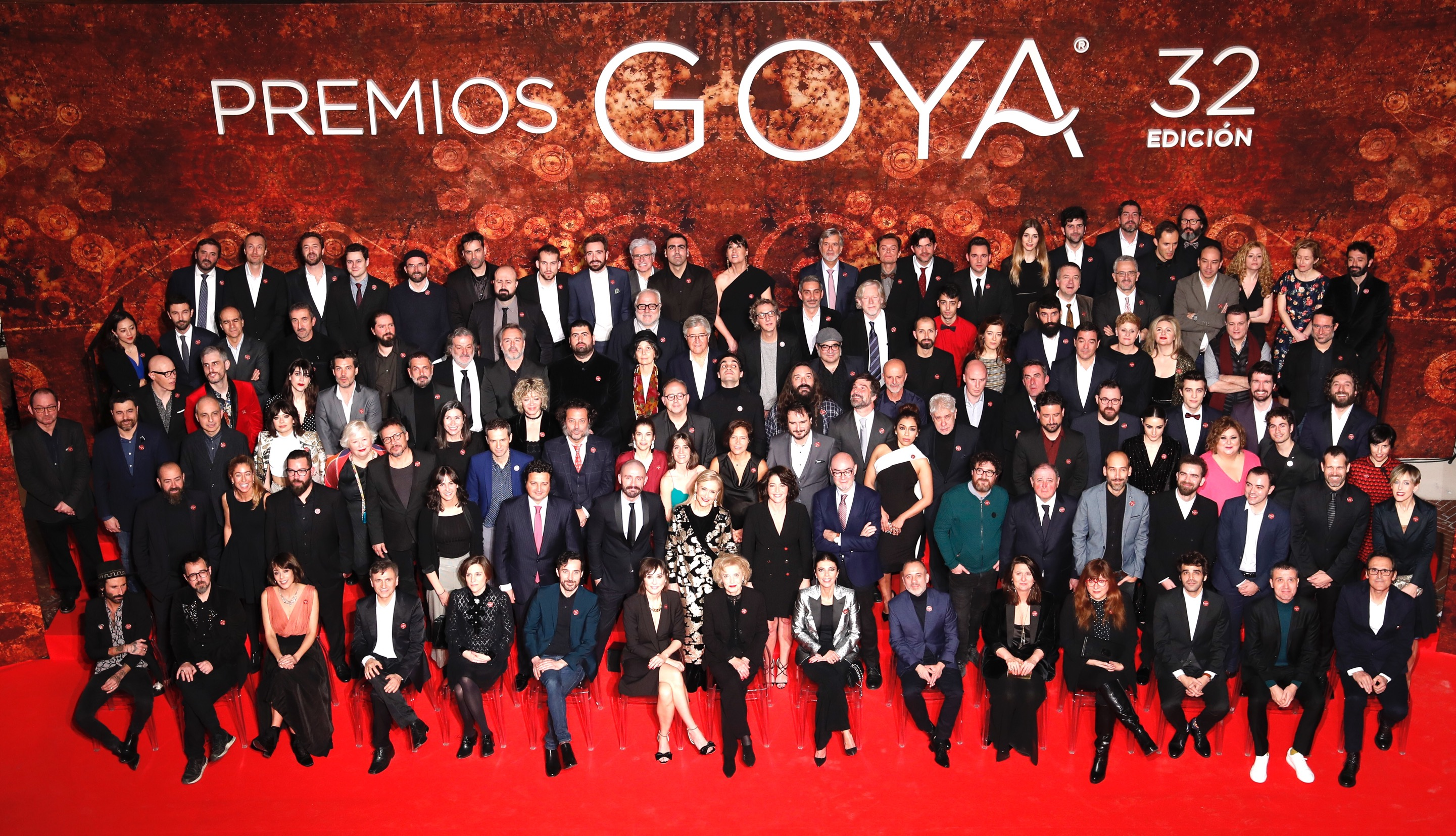
I candidati ai premi Goya 2018

La cerimonia di premiazione della 32ª edizione dei Premi Goya ha avuto luogo il 3 febbraio 2018 al Centro de Congresos Príncipe Felipe di Madrid, presentata dai comici Ernesto Sevilla e Joaquín Reyes.
Le candidature sono state annunciate il 13 dicembre 2017 nella sede dell'Academia de las Artes y las Ciencias Cinematográficas de España; il film che ha ricevuto più candidature è stato Handia di Aitor Arregi e Jon Garaño con 13 candidature, seguito da La casa dei libri di Isabel Coixet con 12 candidature.

## Vincitori e candidati
I vincitori sono indicati in grassetto, a seguire gli altri candidati. Sono indicati i titoli italiani; tra parentesi il titolo originale del film.

### Miglior film
- La casa dei libri (La librería), regia di Isabel Coixet
- Il movente (El autor), regia di Manuel Martín Cuenca
- Estate 1993 (Estiu 1993), regia di Carla Simón
- Handia, regia di Aitor Arregi e Jon Garaño
- Veronica (Verónica), regia di Paco Plaza

### Miglior regista
- Isabel Coixet - La casa dei libri (La librería)
- Manuel Martín Cuenca - Il movente (El autor)
- Aitor Arregi e Jon Garaño - Handia
- Paco Plaza - Veronica (Verónica)

### Miglior attore protagonista
- Javier Gutierrez - Il movente (El autor)
- Antonio de la Torre - Abracadabra
- Javier Bardem - Escobar - Il fascino del male (Loving Pablo)
- Andrés Gertrúdix - Morir

### Miglior attrice protagonista
- Nathalie Poza - No sé decir adiós
- Maribel Verdú - Abracadabra
- Emily Mortimer - La casa dei libri (La librería)
- Penélope Cruz - Escobar - Il fascino del male (Loving Pablo)

### Miglior attore non protagonista
- David Verdaguer - Estate 1993 (Estiu 1993)
- José Mota - Abracadabra
- Antonio de la Torre - Il movente (El autor)
- Bill Nighy - La casa dei libri (La librería)

### Migliore attrice non protagonista
- Adelfa Calvo - Il movente (El autor)
- Anna Castillo - La llamada
- Belén Cuesta - La llamada
- Lola Dueñas - No sé decir adiós

### Miglior regista esordiente
- Carla Simón - Estate 1993 (Estiu 1993)
- Sergio G. Sánchez - Marrowbone (El secreto de Marrowbone)
- Javier Ambrossi e Javier Calvo - La llamada
- Lino Escalera - No sé decir adiós

### Miglior attore rivelazione
- Eneko Sagardoy - Handia
- Pol Monen - Amar
- Eloi Costa - Pelle (Pieles)
- Santiago Alverú - Selfie

### Migliore attrice rivelazione
- Bruna Cusí - Estate 1993 (Estiu 1993)
- Adriana Paz - Il movente (El autor)
- Itziar Castro - Pelle (Pieles)
- Sandra Escacena - Veronica (Verónica)

### Miglior sceneggiatura originale
- Jon Garaño, Andoni de Carlos, José María Goenaga e Aitor Arregi - Handia
- Pablo Berger - Abracadabra
- Carla Simón - Estate 1993 (Estiu 1993)
- Paco Plaza e Fernando Navarro - Veronica (Verónica)

### Miglior sceneggiatura non originale
- Isabel Coixet - La casa dei libri (La librería)
- Manuel Martín Cuenca e Alejandro Hernández - Il movente (El autor)
- Agustí Villaronga e Coral Cruz - Incierta gloria
- Javier Ambrossi e Javier Calvo - La llamada

### Miglior produzione
- Ander Sistiaga - Handia
- Carla Pérez de Albéniz - Estate 1993 (Estiu 1993)
- Alex Boyd e Jordi Berenguer - La casa dei libri (La librería)
- Luis Fernández Lago - Oro - La città perduta (Oro)

### Miglior fotografia
- Javier Aguirre Erauso - Handia
- Santiago Racaj - Estate 1993 (Estiu 1993)
- Jean-Claude Larrieu - La casa dei libri (La librería)
- Paco Femenía - Oro - La città perduta (Oro)

### Miglior montaggio
- Laurent Dufreche e Raúl López - Handia
- David Gallart - Abracadabra
- Ana Pfaff e Didac Palou - Estate 1993 (Estiu 1993)
- Bernat Aragonés - La casa dei libri (La librería)

### Miglior colonna sonora
- Pascal Gaigne - Handia
- Alberto Iglesias - Il presidente (La cordillera)
- Alfonso Vilallonga - La casa dei libri (La librería)
- Chucky Namanera - Veronica (Verónica)

### Miglior canzone
- La llamada - La llamada
- Algunas veces - Il movente (El autor)
- Feeling Lonely on a Sunday Afternoon - La casa dei libri (La librería)
- Rap Zona hostil - Zona hostil

### Miglior scenografia
- Mikel Serrano - Handia
- Alain Bainée - Abracadabra
- Llorenç Miquel - La casa dei libri (La librería)
- Javier Fernández - Oro - La città perduta (Oro)

### Migliori costumi
- Saioa Lara - Handia
- Paco Delgado - Abracadabra
- Mercè Paloma - La casa dei libri (La librería)
- Tatiana Hernández - Oro - La città perduta (Oro)

### Miglior trucco e/o acconciatura
- Ainhoa Eskisabel, Olga Cruz e Gorka Aguirre - Handia
- Sylvie Imbert e Paco Rodríguez - Abracadabra
- Eli Adánez, Sergio Pérez Berbel e Pedro de Diego - Oro - La città perduta (Oro)
- Lola Gómez, Jesús Gil e Óscar del Monte - Pelle (Pieles)

### Miglior sonoro
- Aitor Berenger, Gabriel Gutiérrez e Nicolás de Poulpiquet - Veronica (Verónica)
- Daniel de Zayas, Pelayo Gutiérrez e Alberto Ovejero - Il movente (El autor)
- Sergio Bürmann, David Rodríguez e Nicolas de Poulpique - El bar
- Iñaki Díez e Xanti Salvador - Handia

### Migliori effetti speciali
- Jon Serrano e David Heras - Handia
- Reyes Abades e Isidro Jiménez - Oro - La città perduta (Oro)
- Raúl Romanillos e David Heras - Veronica (Verónica)
- Reyes Abades e Curro Muñoz - Zona hostil

### Miglior film d'animazione
- Taddeo l'esploratore e il segreto di re Mida (Tadeo Jones 2: El secreto del rey Midas), regia di Enrique Gato e David Alonso
- Deep - Un'avventura in fondo al mare (Deep), regia di Julio Soto Gurpide
- Nur eta Herensugearen tenplua, regia di Juan Bautista Berasategi

### Miglior documentario
- Muchos hijos, un mono y un castillo, regia di Gustavo Salmerón
- Cantábrico, regia di Joaquín Gutiérrez Acha
- Dancing Beethoven, regia di Arantxa Aguirre
- Saura(s), regia di Félix Viscarret

### Miglior film europeo
- The Square, regia di Ruben Östlund (Svezia)
- C'est la vie - Prendila come viene (Le sens de la fête), regia di Éric Toledano e Olivier Nakache (Francia)
- Lady Macbeth, regia di William Oldroyd (Regno Unito)
- Vi presento Toni Erdmann (Toni Erdmann), regia di Maren Ade (Germania)

### Miglior film straniero in lingua spagnola
- Una donna fantastica (Una mujer fantástica), regia di Sebastián Lelio (Cile)
- Amazona, regia di Clare Weiskopf e Nicolás Van Hemelryck (Colombia)
- Tempestad, regia di Tatiana Huezo (Messico)
- Zama, regia di Lucrecia Martel (Argentina)

### Miglior cortometraggio di finzione
- Madre
- Australia
- Baraka
- Como yo te amo
- Extraños en la carretera

### Miglior cortometraggio documentario

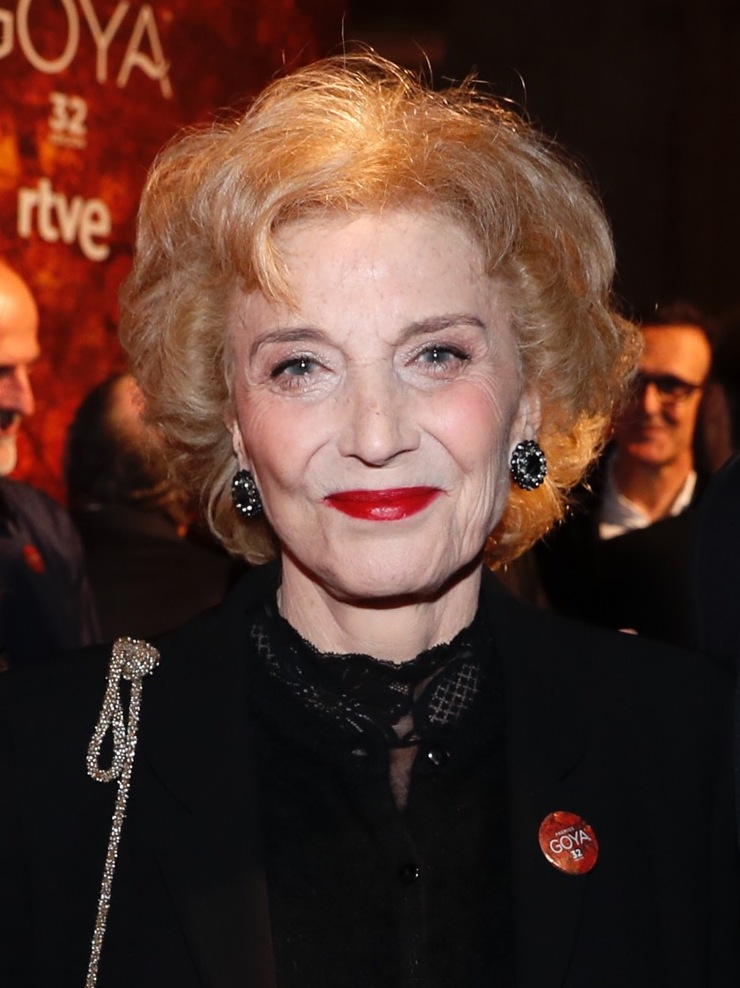
Marisa Paredes

- Los desheredados
- Primavera rosa en México
- The Fourth Kingdom
- Tribus de la inquisición

### Miglior cortometraggio d'animazione
- Woody and Woody
- Colores
- El ermitaño
- Un día en el parque

### Premio Goya alla carriera
- Marisa Paredes[5][6]